# Brypoctia
Brypoctia is een geslacht van vlinders uit de familie van de Houtboorders (Cossidae). De wetenschappelijke naam en de beschrijving van dit geslacht werden voor het eerst in 1990 gepubliceerd door Johan Willem Schoorl.
De soorten van dit geslacht komen voor in Midden- en Zuid-Amerika.

## Soorten
- Brypoctia aeetes (Druce, 1901)
- Brypoctia desdemona (Dyar & Schaus, 1937)
- Brypoctia eqaqo Yakovlev, Penco & Witt, 2019
- Brypoctia greifensteini Yakovlev, Penco & Witt, 2019
- Brypoctia itys (Druce, 1911)
- Brypoctia itzamna Yakovlev, Penco & Witt, 2019
- Brypoctia kurupi Yakovlev, Penco & Witt, 2019
- Brypoctia monai Yakovlev, 2011
- Brypoctia punctifer (Hampson, 1898)
- Brypoctia ramosa (Schaus, 1892)
- Brypoctia ramuscula (Dyar, 1906)
- Brypoctia strigifer (Dyar, 1910)